# Andancette
Andancette est une commune française datant de 1872, située dans le département de la Drôme, en région Auvergne-Rhône-Alpes.

## Géographie

### Situation et description
La commune d'Andancette est située au nord du département, à 35 km au nord de Valence et à 55 km au sud de Lyon. Elle est rattachée à la communauté de communes Porte de Dromardèche dont le siège est fixé dans la commune voisine de Saint-Vallier.

### Hydrographie
La commune est arrosée par les cours d'eau suivants :
- le Rhône qui la borde à l'ouest ;
- le Bancel (au sud)[1] ;
- Ruisseau de Bellevue (au nord).

### Climat
Pour des articles plus généraux, voir Climat d'Auvergne-Rhône-Alpes et Climat de la Drôme.
En 2010, le climat de la commune est de type climat du Bassin du Sud-Ouest, selon une étude du CNRS s'appuyant sur une série de données couvrant la période 1971-2000. En 2020, Météo-France publie une typologie des climats de la France métropolitaine dans laquelle la commune est dans une zone de transition entre le climat de montagne et le climat méditerranéen et est dans la région climatique Moyenne vallée du Rhône, caractérisée par un bon ensoleillement en été (fraction d’insolation > 60 %), une forte amplitude thermique annuelle (4 à 20 °C), un air sec en toutes saisons, orageux en été, des vents forts (mistral), une pluviométrie élevée en automne (250 à 300 mm).
Pour la période 1971-2000, la température annuelle moyenne est de 12,6 °C, avec une amplitude thermique annuelle de 17,8 °C. Le cumul annuel moyen de précipitations est de 833 mm, avec 7,6 jours de précipitations en janvier et 5,6 jours en juillet. Pour la période 1991-2020, la température moyenne annuelle observée sur la station météorologique de Météo-France la plus proche, « Saint-Désirat Sa » sur la commune de Saint-Désirat à 2 km à vol d'oiseau, est de 13,3 °C et le cumul annuel moyen de précipitations est de 698,4 mm,. Pour l'avenir, les paramètres climatiques de la commune estimés pour 2050 selon différents scénarios d'émission de gaz à effet de serre sont consultables sur un site dédié publié par Météo-France en novembre 2022.

### Voies de communication et transports
La commune est délimitée, à l'est, par la route nationale 7 (RN7) qui longe la vallée du Rhône de Lyon à Arles. Le village est desservi par la route départementale 1 (RD1) qui, traversant le Rhône, mène à la route départementale 86.
L'autoroute A7 passe à l'est, sur la commune d'Albon ; son péage le plus proche est situé sur la commune limitrophe de Saint-Rambert-d'Albon au nord.
La gare d'Andancette est fermée depuis 2002.

Celles de Saint-Rambert-d'Albon au nord et de Saint-Vallier au sud, toutes deux situées à environ 6 km, permettent l'accès au réseau ferroviaire de l'axe Paris-Lyon-Marseille.

## Urbanisme

### Typologie
Au 1er janvier 2024, Andancette est catégorisée commune rurale à habitat dispersé, selon la nouvelle grille communale de densité à 7 niveaux définie par l'Insee en 2022.
Elle appartient à l'unité urbaine de Saint-Vallier, une agglomération inter-départementale dont elle est une commune de la banlieue,. Par ailleurs la commune fait partie de l'aire d'attraction de Roussillon, dont elle est une commune de la couronne,. Cette aire, qui regroupe 27 communes, est catégorisée dans les aires de 50 000 à moins de 200 000 habitants,.

### Occupation des sols
L'occupation des sols de la commune, telle qu'elle ressort de la base de données européenne d’occupation biophysique des sols Corine Land Cover (CLC), est marquée par l'importance des territoires agricoles (60,2 % en 2018), en diminution par rapport à 1990 (63,8 %). La répartition détaillée en 2018 est la suivante : zones agricoles hétérogènes (28,2 %), cultures permanentes (26 %), eaux continentales (11,2 %), zones urbanisées (10,9 %), zones industrielles ou commerciales et réseaux de communication (9,4 %), mines, décharges et chantiers (8,4 %), terres arables (5,9 %). L'évolution de l’occupation des sols de la commune et de ses infrastructures peut être observée sur les différentes représentations cartographiques du territoire : la carte de Cassini (XVIIIe siècle), la carte d'état-major (1820-1866) et les cartes ou photos aériennes de l'IGN pour la période actuelle (1950 à aujourd'hui).

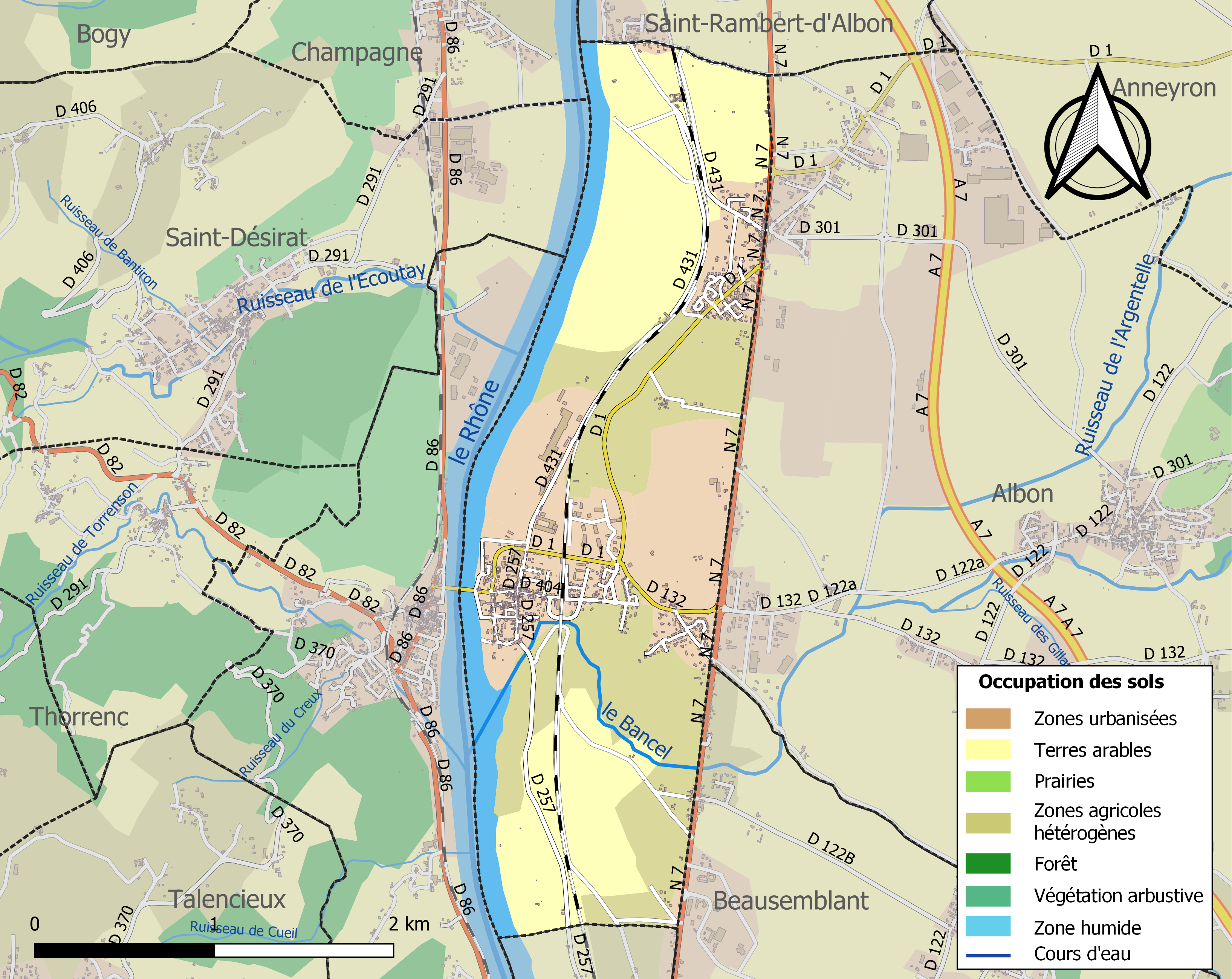
Carte des infrastructures et de l'occupation des sols de la commune en 2018 (CLC).

### Morphologie urbaine
Le village s'est développé le long du Rhône, juste en face du village d'Andance (situé sur la rive droite en Ardèche). Il est axé sur quatre rues principales.

#### Quartiers, hameaux et lieux-dits
Site Géoportail (carte IGN) :
- Bancel
- Bellevue
- Châtaignier
- Grangeneuve
- la Grange
- le Couriot
- le Creux de la Tine
- le Dauphin
- le Ravicole
- les Blachettes
- les Gorges
- les Marettes
- les Payots
- les Pierrelles
- les Vignes
- Marette
- Mourras
- Montarus
- Saint-Joseph Ferme
- Saint-Régis

## Toponymie

### Attestations
Dictionnaire topographique du département de la Drôme.
- 1473 : Andanceta et Andansete (Recogn., Sancti Valerii, 62-63).
- 1891 : Andancette, commune du canton de Saint-Vallier.

## Histoire

### Protohistoire: les Celtes
Présence gauloise.

### Antiquité: les Gallo-romains
À l'origine, Figlinae, devenue Figlinis, est un village gallo-romain situé sur la voie Agrippa. Son nom correspond au latin figlina / figulina « atelier de potier ». On tend à le situer au sud du bourg actuel. Cet établissement fut détruit par les invasions barbares après la chute de l'Empire romain d'Occident[réf. nécessaire].

### Du Moyen Âge à la Révolution
De 1265 à 1309, les frères pontifes construisent sur l'emplacement de l'ancien village gallo-romain Figlinis, le village d'Andancette[réf. nécessaire].
Halte à l'époque de la batellerie.
Avant 1790, Andancette était une paroisse du diocèse de Vienne dont l'église était dédiée à saint André. Cette paroisse dépendant d'Albon au point de vue féodal, administratif et judiciaire.

### De la Révolution à nos jours
La gare d'Andancette a fonctionné de 1855 à 2002.
Le 16 septembre 1872, sous l'impulsion de Pierre Isidore Christophle (ami de Léon Gambetta et de son frère Émile), le hameau d'Andancette est détachée d'Albon et devient une commune à part entière. Pierre Isidore Christophle devient le premier maire.
Aimé Jay est le prêtre d'Andancette de 1968 jusque dans les années 1980. Ami de René Roche, il est à l'origine du gigantesque projet de restauration et de modernisation de l'église du village[réf. nécessaire].

## Politique et administration

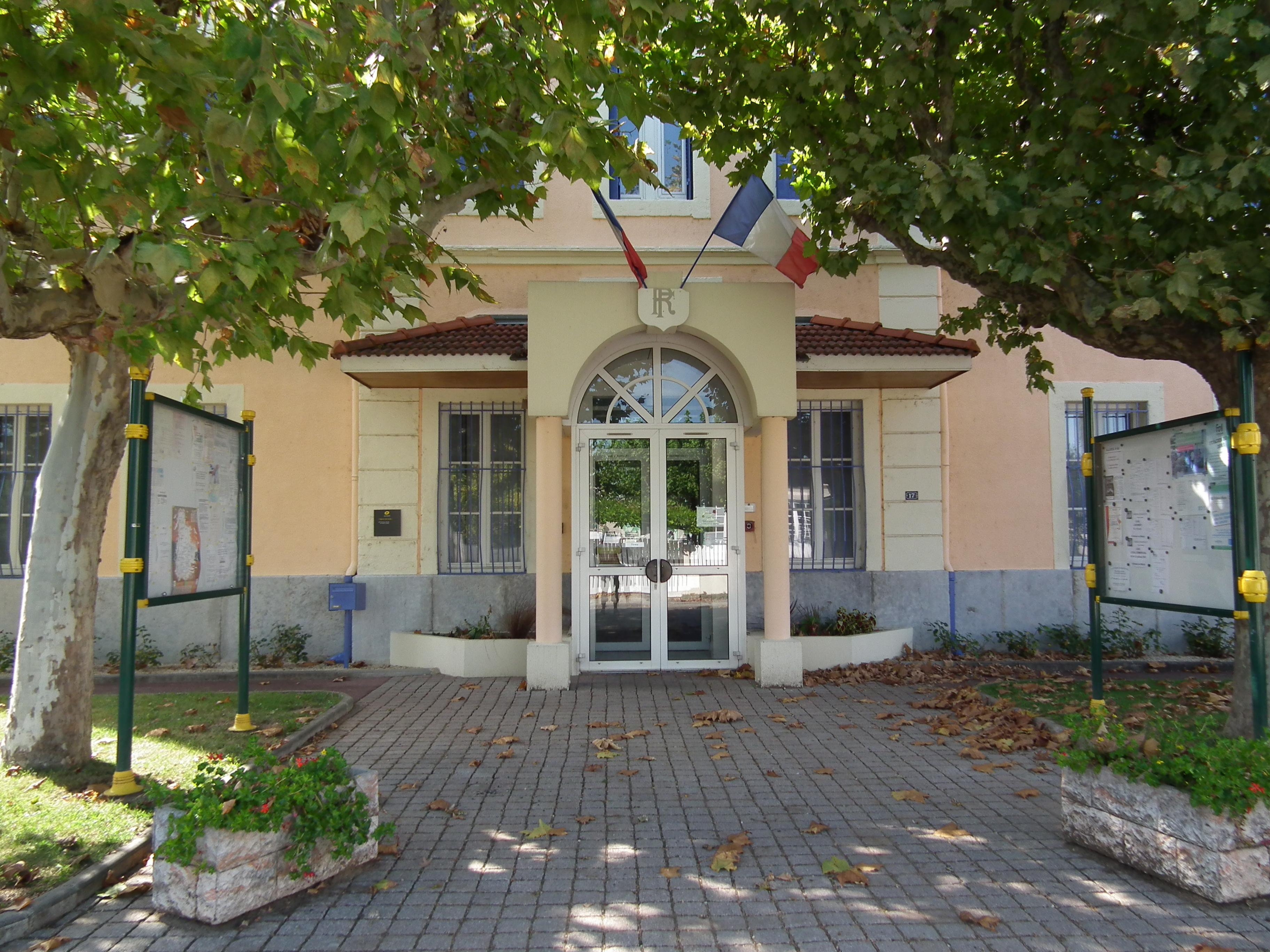
La mairie.

### Administration municipale
Le nombre d'habitants au dernier recensement étant compris entre 500 et 1 499, le nombre de membres du conseil municipal est de quinze.
À la suite des élections municipales françaises de 2020, le conseil municipal est composé du maire, de trois adjoints et de onze conseillers municipaux[source insuffisante].

### Liste des maires
| Période                                                                     | Période                    | Identité                                | Étiquette | Qualité                                            |
| --------------------------------------------------------------------------- | -------------------------- | --------------------------------------- | --------- | -------------------------------------------------- |
| Les données manquantes sont à compléter. : depuis la création de la commune |                            |                                         |           |                                                    |
| 1872                                                                        | 1874                       | Pierre Isidore Christophle              |           | député de la Drôme ami de Léon Gambetta            |
| 1874                                                                        | 1878                       | ?                                       |           |                                                    |
| 1878                                                                        | 1884                       | ?                                       |           |                                                    |
| 1884                                                                        | 1888                       | ?                                       |           |                                                    |
| 1888                                                                        | 1892                       | ?                                       |           |                                                    |
| 1892                                                                        | 1896                       | ?                                       |           |                                                    |
| 1896                                                                        | 1900                       | ?                                       |           |                                                    |
| 1900                                                                        | 1904                       | ?                                       |           |                                                    |
| 1904                                                                        | 1908                       | ?                                       |           |                                                    |
| 1908                                                                        | 1912                       | ?                                       |           |                                                    |
| 1912                                                                        | 1919                       | ?                                       |           |                                                    |
| 1919                                                                        | 1925                       | ?                                       |           |                                                    |
| 1925                                                                        | 1929                       | ?                                       |           |                                                    |
| 1929                                                                        | 1935                       | ?                                       |           |                                                    |
| 1935                                                                        | 1945                       | ?                                       |           |                                                    |
| 1945                                                                        | 1947                       | ?                                       |           |                                                    |
| 1947                                                                        | 1953                       | ?                                       |           |                                                    |
| 1953                                                                        | 1959                       | ?                                       |           |                                                    |
| 1959                                                                        | 1965                       | ?                                       |           |                                                    |
| 1965                                                                        | 1971                       | ?                                       |           |                                                    |
| 1971                                                                        | 1977                       | ?                                       |           |                                                    |
| 1977                                                                        | 1983                       | ?                                       |           |                                                    |
| 1983                                                                        | 1997                       | Jean Chenevier                          |           |                                                    |
| 1997 (élection ?)                                                           | 2001                       | Pierre Fraisse                          |           |                                                    |
| 2001                                                                        | 2014                       | André Roussellet                        |           |                                                    |
| 2014                                                                        | En cours (au 14 mars 2021) | Frédéric Chenevier[source insuffisante] | PS        | responsable de restauration en EHPAD maire sortant |

### Rattachements administratifs et électoraux
Andancette fait partie de la communauté de communes Porte de DrômArdèche.

## Population et société

### Démographie
L'évolution du nombre d'habitants est connue à travers les recensements de la population effectués dans la commune depuis 1872. Pour les communes de moins de 10 000 habitants, une enquête de recensement portant sur toute la population est réalisée tous les cinq ans, les populations de référence des années intermédiaires étant quant à elles estimées par interpolation ou extrapolation. Pour la commune, le premier recensement exhaustif entrant dans le cadre du nouveau dispositif a été réalisé en 2005.

En 2022, la commune comptait 1 308 habitants, en évolution de −2,24 % par rapport à 2016 (Drôme : +2,64 %, France hors Mayotte : +2,11 %).
| 1872 | 1876 | 1881 | 1886 | 1891 | 1896 | 1901 | 1906 | 1911 |
| ---- | ---- | ---- | ---- | ---- | ---- | ---- | ---- | ---- |
| 636  | 717  | 679  | 646  | 635  | 640  | 614  | 630  | 663  |

| 1921 | 1926 | 1931 | 1936 | 1946 | 1954 | 1962 | 1968 | 1975  |
| ---- | ---- | ---- | ---- | ---- | ---- | ---- | ---- | ----- |
| 618  | 637  | 628  | 642  | 668  | 685  | 781  | 976  | 1 099 |

| 1982  | 1990  | 1999  | 2005  | 2006  | 2010  | 2015  | 2020  | 2022  |
| ----- | ----- | ----- | ----- | ----- | ----- | ----- | ----- | ----- |
| 1 020 | 1 157 | 1 156 | 1 217 | 1 237 | 1 265 | 1 344 | 1 328 | 1 308 |

### Enseignement
La commune est rattachée à l'académie de Grenoble.

### Manifestations culturelles et festivités
- Corso de la commune libre de Radier : le dimanche après Pâques[16].
- Vogue : le deuxième dimanche de juillet[16].

### Loisirs
Le territoire communal est traversé par la  l'itinéraire européen EuroVelo 17, dénommée ViaRhôna et qui longe la rive du Rhône (promenades à pied, en vélo ou en roller).

### Médias
Historiquement, le quotidien à grand tirage Le Dauphiné libéré consacre, chaque jour, y compris le dimanche, dans son édition de Romans - Nord Drôme, un ou plusieurs articles à l'actualité de la ville, ainsi que des informations sur les éventuelles manifestations locales, les travaux routiers, et autres événements divers à caractère local.

## Économie

### Agriculture
En 1992 : vergers.
- Foire le 22 décembre[16].

### Commerce
- Antiquaires[16].

### Industrie
- Abords industriels[16].

## Culture locale et patrimoine

### Lieux et monuments

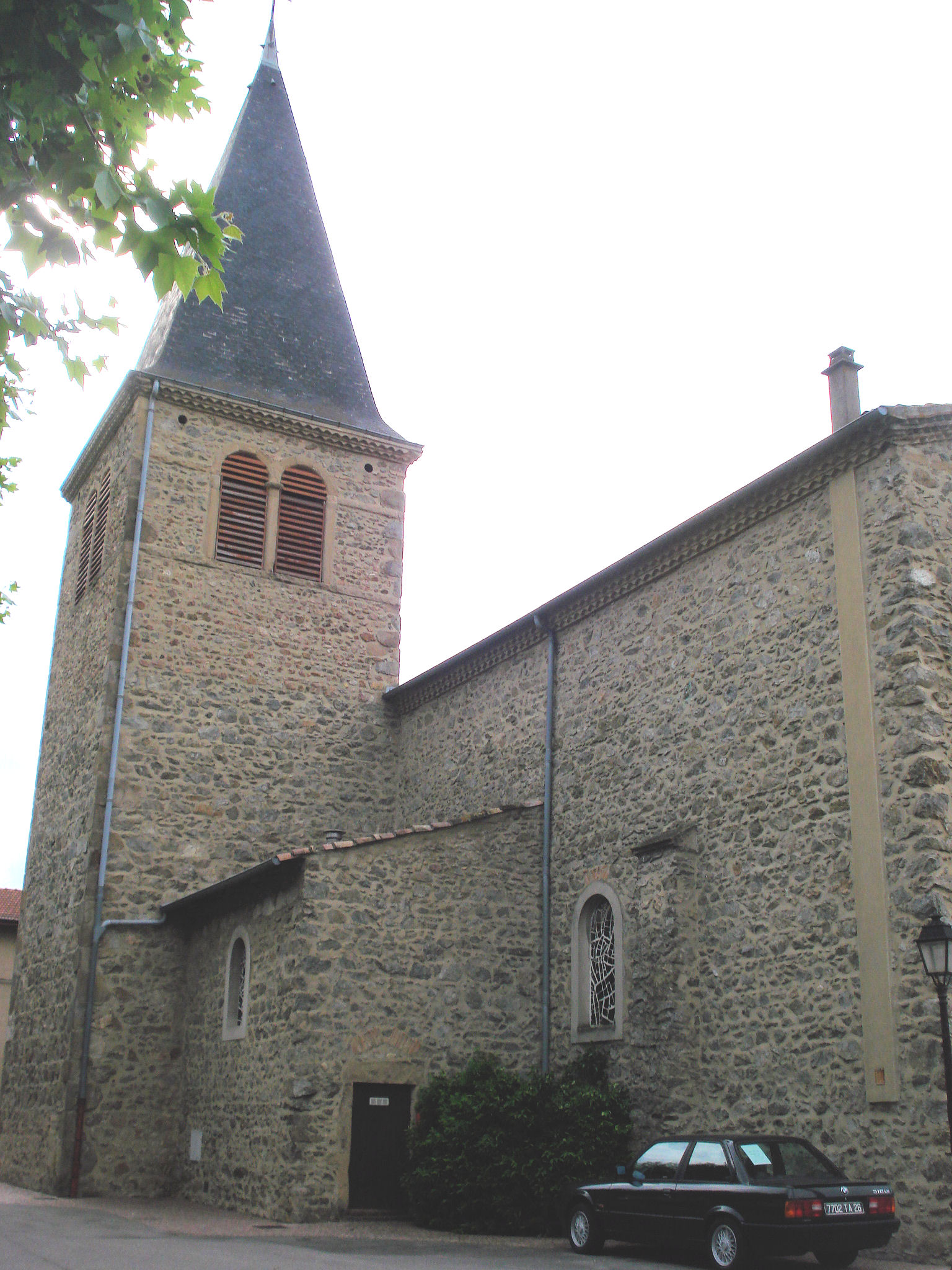
Église Saint-André.

- Maison Baborier (XVe siècle) avec sa voûte et son linteau[16] : la première maison du village[8].
- Rue du Rhône pavée : demeures bourgeoises (dont la maison Baborier)[8].
- Église (XIXe siècle) : réemploi d'un linteau gothique de l'ancienne église[16].

Église Saint-André : linteau d'époque gothique (XIIIe siècle ou XIVe siècle) provenant de l'ancienne église (qui faisait partie du prieuré Saint-André), vitrail de 1896-1945 restauré en 2006.
- Pont suspendu (XIXe siècle)[16].

Pont Marc-Seguin (1827) : le plus vieux pont suspendu de France (encore en activité).
- Gare d'Andancette : elle a fonctionné de 1855 à 2002[8].
- Maison Émile-Christophle : Léon Gambetta (1838-1882) y séjourna[8].
- Saint-Joseph : ancien quartier[8].
- Ancien chemin de halage (aujourd'hui les quais et bords du Rhône)[8].
- Ancienne Grande Vermicellerie du Rhône[8].
- Ancienne graineterie Du Sert[8].
- Quartier des Marettes : ancien prieuré des Marettes ; usine Pont-à-Mousson (usine d'amiante la plus grande de France, fermée le 1er janvier 1997)[8].

### Personnalités liées à la commune
- Marc Seguin : architecte du pont de la commune construit en 1827[réf. nécessaire].
- Isidore Christophle (1831-1879), homme politique, député de la Drôme de 1876 à 1879.
- Henri Calet (1904-1956) : écrivain français qui a dirigé la CERALEP du village en 1944.
- Henri Chosson (né en 1918) : écrivain andancettois[22][source insuffisante],[23][source insuffisante].
- René Roche (1932-1992) : artiste-sculpteur qui a entièrement restauré et modernisé l'église du village en 1975[réf. nécessaire].

### Héraldique
| Blason de {{{commune}}} | Blason  | D'argent au dauphin d'azur adextré d'une amphore au naturel et accompagné en chef à dextre du nombre 26, à senestre de la date 1872 et en pointe à senestre de la date 1972, le tout en chiffres gothiques de sable ; au chef soudé d'argent chargé de l'inscription Andancette en lettres gothiques aussi de sable. |
| Blason de {{{commune}}} | Détails | réalisé en 1972 par l'artiste-peintre andancettoise Jamar |